# 스기나미구
스기나미구(일본어: 杉並区 스기나미쿠[*])는 일본 도쿄도에 있는 특별구 중 하나이다.

## 지리
도쿄 구부의 서쪽 지역을 차지한다. 동쪽으로 시부야구와 나카노구, 북쪽으로 네리마구, 남쪽으로 세타가야구와 접한다. 서쪽으로는 미타카시, 무사시노시와 접한다.
주요 하천인 간다강이 스기나미구 일대를 통과한다. 젠푸쿠지강이 스기나미구의 서부 일대에서 젠푸쿠지 공원에서 발원하며, 묘쇼지강도 역시 오기쿠보역 북쪽의 묘쇼지 공원에서 발원한다.

## 역사
1947년 3월 15일에 설립되었다.

## 지역
| 아사가야（阿佐谷） 고엔지（高円寺） 오기쿠보（荻窪） 니시오기쿠보(西荻窪) 우메자토(梅里) | 와다(和田) 호리노우치(堀ノ内) 마쓰노키(松ノ木) 오미야(大宮) 나리타（成田） | 미야마에(宮前) 쇼안(松庵) 호난(方南) 이즈미(和泉) 에이후쿠(永福) |

| 하마다야마(浜田山) 다카이도（高井戸） 구가야마(久我山) 모모이(桃井) | 스미즈(清水) 아마누마(天沼) 혼아마누마(本天沼) 젠푸쿠지(善福寺) | 이마가와(今川) 가미이구사(上井草) 이구사(井草) 시모이구사(下井草) |

## 교통

### 도로
- 국도 제20호선
- 도쿄도도 제7호선

### 철도
- 동일본 여객철도
  - 주오 본선

- 게이오 전철
  - 게이오선
  - 이노카시라선

- 세이부 철도
  - 신주쿠선

- 도쿄 메트로
  - 마루노우치선
    - 오기쿠보역 - 미나미아사가야역 - 신코엔지역 - 히가시코엔지역 - (나카노구)

  - 마루노우치선 지선
    - 호난초역 - (나카노구)

## 경제
휴렛패커드의 두 개의 사무실(오기쿠보 사무실, 다카이도 사무실)이 스기나미에 있다.
기동전사 건담 시리즈, 케로로 중사, 은혼 등을 제작한 애니메이션 제작사인 선라이즈가 스기나미구 가미이구사역 근처에 위치하고 있다.